# Riu de Romedo
El riu de Romedo és un riu d'alta muntanya situada a la capçalera de la vall de Cardós. Neix a l'estany de Romedo de Baix a una altitud de 2.008 metres. S'uneix al riu de Broate als 1.490 metres, just abans del Pla de Boavi. La conca hidrogràfica del riu està limitada per la carena divisòria d'aigües del Mediterrani i l'Atlàntic, entre el Port de Colatx i el Pic de Broate. La serra de Llurri, separa la conca del riu de Romedo de la del riu de Certascan.
El curs del riu està caracteritzat per una sèrie de salts d'aigua encadenats de gran bellesa, com la Cascada de Romedo. El seu principal afluent és el Barranc de Salibarri, provinent de les Aspres de Broate.
El curs del riu està situat íntegrament al terme municipal d'Lladorre, a la comarca del Pallars Sobirà.
El seu curs es troba dintre del Parc Natural de l'Alt Pirineu. El cabal del riu està regulat per la presa de l'estany de Romedo de Baix.